# Nieuw atheïsme

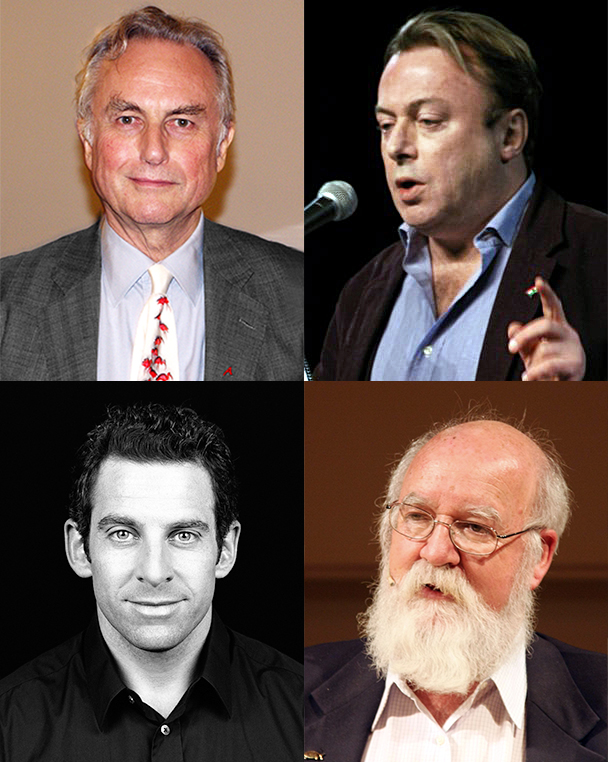
Richard Dawkins, Christopher Hitchens, Sam Harris en Daniel Dennett.

Nieuw atheïsme (Engels: New Atheism) is een atheïstische vernieuwingsbeweging die vanaf 2004 op gang kwam met een stroom van antireligieuze boeken geschreven door Richard Dawkins, Sam Harris, Christopher Hitchens, Daniel Dennett en anderen. De ideeën van deze beweging zijn niet altijd nieuw, maar de beweging is invloedrijk.

## Oorsprong
Het begrip nieuw atheïsme is waarschijnlijk pas in oktober/november 2006 gemunt door de Wired-journalist Gary Wolf om een atheïstische vernieuwingsbeweging te beschrijven die zich in eerste instantie in de Verenigde Staten manifesteerde en zich later uitbreidde. De boeken van Richard Dawkins, God als misvatting, Sam Harris, Van God los en Brief aan een christelijke natie en Daniel Dennett, De betovering van het geloof, waren hiervan tekenen. Dit gold later ook voor Christopher Hitchens' God is niet groot. Op 30 september 2007 bespraken deze vier auteurs hun werken en de reacties erop in een gesprek dat zij The Four Horsemen noemden, zoals zij sindsdien samen ook wel bekendstaan. Diverse bestsellers van deze auteurs die vanaf 2004 uitkwamen, vormden de aanleiding voor verhitte debatten.

## Kenmerken
Volgens Victor J. Stenger verschilt traditioneel atheïsme van het nieuwe atheïsme doordat het traditionele atheïsme verzoenend staat tegenover theïsme, terwijl het nieuwe atheïsme een fel bekritiserende houding daartegenover aanneemt. Nieuwe atheïsten vinden dat religie niet alleen onwaar is, maar ook slecht, en niet zomaar getolereerd mag worden, maar ook zo veel mogelijk moet worden tegengewerkt en bekritiseerd. En waar religieuze invloed kenbaar wordt, moet de ongeldigheid daarvan met rationele argumenten blootgelegd worden. Deze nieuwe atheïsten worden soms ook aangeduid als "militante atheïsten".

## Kritiek
Er is kritiek gekomen op het nieuwe atheïsme. Een van de punten van kritiek is dat de beweging weinig nieuws brengt. De gematigde atheïst Theodore Dalrymple verweet in 2007 de nieuwe atheïsten gebrek aan intellectuele zorgvuldigheid, slordigheid, schijnzekerheid, onverdraagzaamheid en de adolescente schelheid van hun stemmen. Volgens William Levada, destijds prefect van de Congregatie voor de Geloofsleer, stelden de nieuwe atheïsten de doctrines van de Rooms-Katholieke Kerk verkeerd voor, waren zij "agressief" en diende men zich tegen hen te verdedigen met een "nieuwe apologetiek". John N. Gray noemde in 2009 de verkoopsuccessen van de vertegenwoordigers van het nieuwe atheïsme een opleving die het gevolg is van de teloorgang van de atheïstische massabewegingen van de twintigste eeuw: "Het secularisme is op zijn retour, en het resultaat is een atheïsme van het evangeliserende soort dat we sinds de Victoriaanse tijd niet meer gezien hebben."

## Boeken
- Richard Dawkins, The God Delusion (2006) (Ned. vert.: God als misvatting. ISBN 9789046803028)
- Daniel Dennett, Breaking the Spell: Religion as a Natural Phenomenon (2006) (Ned. vert.: De betovering van het geloof: religie als een natuurlijk fenomeen. ISBN 9789025426873)
- Christopher Hitchens, God Is Not Great: How Religion Poisons Everything (2007) (Ned. vert.: God is niet groot: hoe religie alles vergiftigt. ISBN 9789029080408) en The Portable Atheist: Essential Readings for the Nonbeliever (2007)
- Sam Harris, The End of Faith: Religion, Terror and the Future of Reason (2004) (Ned. vert.: Van God los: de gevaren van religie en de toekomst van de rede. ISBN 9789029564373) en Letter to a Christian Nation (2006) (Ned. vert.: Brief aan een christelijke natie. Het geloof op de proef gesteld. ISBN 9789029565677)
- Victor J. Stenger, God: The Failed Hypothesis – How Science Shows That God Does Not Exist (2007).
- A. C. Grayling, Against All Gods: Six Polemics on Religion and an Essay on Kindness (2007) en The God Argument: The Case Against Religion and for Humanism (2013).
- Ayaan Hirsi Ali, Mijn Vrijheid (2006) (Eng. vert.: Infidel) en Nomade (2010) (Eng. vert.: Nomad: From Islam To America).
- Lawrence Krauss, A Universe from Nothing: Why There Is Something Rather Than Nothing (2012) (Ned. vert.: Universum uit het niets: Waarom er iets is in plaats van niets ISBN 9781451624458).
- Michel Onfray Traité d'athéologie (2005) (Ned. vert.: Atheologie. De hoofdzonden van jodendom, christendom en islam. ISBN 9053304584)
- John F Haught, God and the New Atheism: A Critical Response to Dawkins, Harris, and Hitchens (2008) Westminster John Knox Press, ISBN 9780664233044.